# Bílina
Bílina (tyska: Bilin, tidigare: Bilin-Sauerbrunn eller tjeckiska: Bílina-Kyselka) är en stad i Böhmen i Tjeckien vid foten av Erzgebirge, 70 kilometer nordväst om Prag. Per den 1 januari 2016 hade staden 17 112 invånare. Genom staden flyter floden Bílina.
I staden har glas- och mattfabrikation förekommit, och den omges av stenkolsgruvor. Mest kända är dock de kolsyrehaltiga alkaliska Josefsquelle utanför staden, som varit en berömd kurort. Härifrån hämtades det kända bilinervattnet som under 1800-talet och början av 1900-talet var ett av de mest kända mineralvattnen. Av vattnets salter bereddes även med socker bilinerpastiller.